# Gatlang
Gatlang (en népalais : गत्लाङ) est un comité de développement villageois du Népal situé dans le district de Rasuwa. Au recensement de 2011, il comptait 1 805 habitants.